# Bitwa pod Montbard

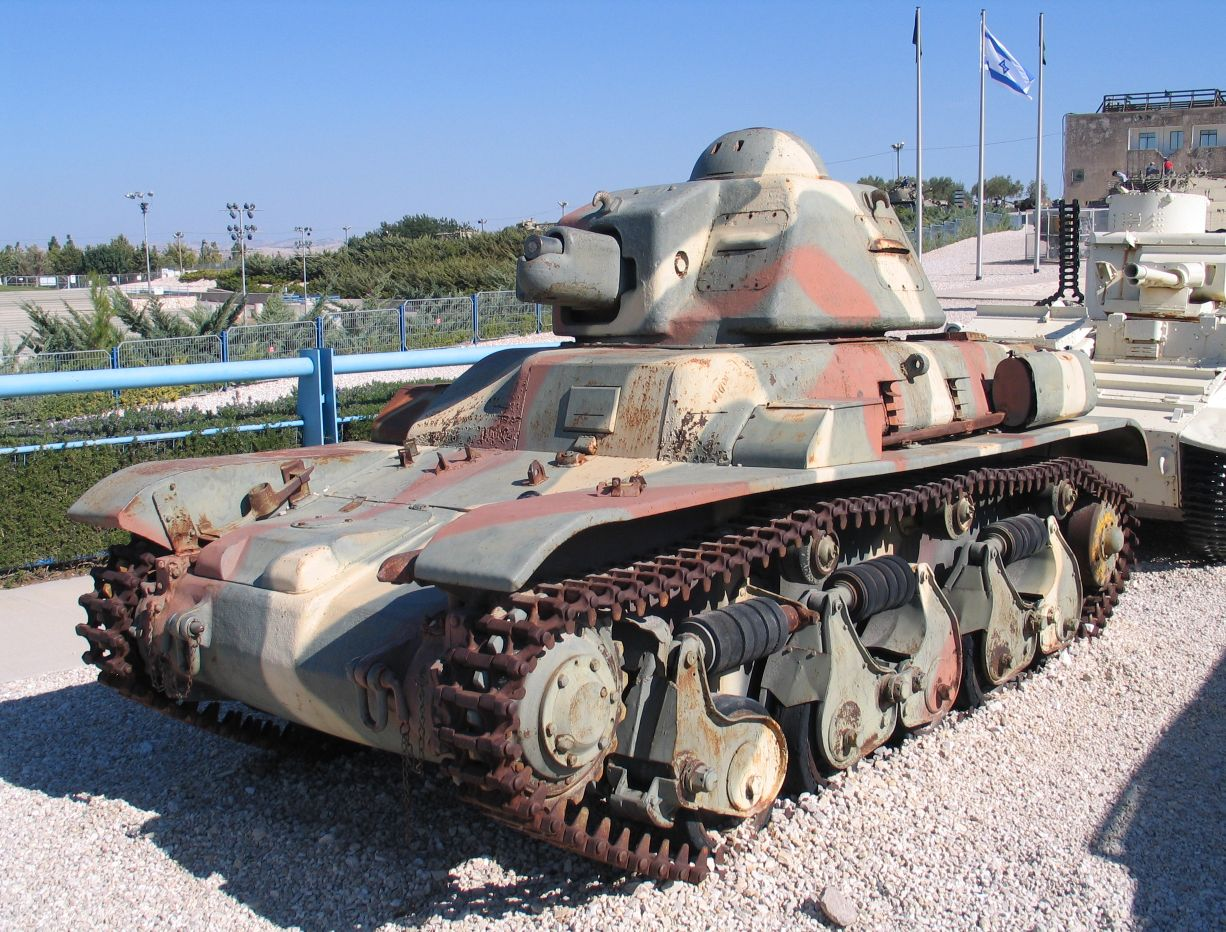
Renault R-35 – czołg brygady

Bitwa pod Montbard – bitwa stoczona w trakcie kampanii francuskiej nocą 16/17 czerwca 1940 przez oddziały 10 Brygady Kawalerii Pancernej generała Stanisława Maczka.

## Tło sytuacyjne
10 Brygada walczyła od 10 czerwca 1940, a od 12 czerwca wykonywała działania osłonowe, umożliwiając wycofywanie się kolejnych oddziałów francuskich, uchodzących pod naporem wojsk niemieckich wzdłuż drogi z Montmort do Sézanne pomiędzy Marną a Kanałem Burgundzkim. W tych dniach oddział stoczył zwycięskie potyczki, m.in. pod Champaubert i Montigivroux. 16 czerwca oddział otrzymał rozkaz zdobycia miejscowości Montbard, aby umożliwić przeprawę 42 Dywizji Piechoty przez Kanał Burgundzki. Brygada znajdowała się wówczas w odległości 60 km od miasta i nie miała już zapasów paliwa, w związku z czym zrezygnowano z wykorzystania części pojazdów, a paliwo zlano do innych maszyn.

## Walki
Tym samym 10 Brygada posiadała odtąd jedną kompanię czołgów, dysponującą 17 sztukami Renault R-35. Ponadto w oddziale znajdowały się dwa szwadrony kawalerii, pododdział saperów i artylerii przeciwpancernej. Około godziny 15:00 wyprowadzono natarcie z rejonu Chaource, a Montbard zostało osiągnięte wieczorem. O godzinie 22:00 rozpoczęto uderzenie na miasto, zakończone o godzinie 1:30, gdy rozbito stacjonujący w mieście niemiecki batalion 66 Pułku 13 Dywizji Zmotoryzowanej, a Niemcy wycofali się w panice na drugi brzeg kanału. Około godziny 2 do generała Maczka dotarła informacja, że 42 Dywizja Piechoty zmieniła kierunek marszu, skręciła na południe i nie dotrze do Montbard. Straty polskie wyniosły 17 poległych, 30 rannych żołnierzy i trzy czołgi, Niemcy stracili 60 ludzi, kilkunastu jeńców i kilka samochodów i motocykli.

## Następstwa
Pomimo wyparcia Niemców nie osiągnięto założonych celów, gdyż most na kanale został wysadzony przez wycofujących się Niemców około godziny 2. Generał Maczek zdecydował się wycofać z miasta przed świtem i przejść do odwrotu. Rankiem 17 czerwca Brygada dotarła do lasów, w których dokonano zniszczenia kolejnej partii sprzętu pozbawionego paliwa – pozostawiono trzy czołgi. Następnie poruszano się wzdłuż Kanału Burgundzkiego, poszukując przeprawy niebędącej w rękach niemieckich. Po dotarciu po jednym dniu do Is-sur-Tille w rejonie Dijon, Polacy znaleźli się w okrążeniu. Oddział zniszczył ciężki sprzęt, 18 czerwca Brygada została rozwiązana, a grupy żołnierzy zaczęły przebijać się w stronę wybrzeża.
Łącznie w trakcie kampanii francuskiej oddział stracił 1200 z 1700 żołnierzy, w tym 50 poległych, 120 rannych, 1020 zaginionych lub wziętych do niewoli.